# 文山蒲桃
文山蒲桃（学名：Syzygium wenshanense）是桃金娘科蒲桃属的植物，是中国的特有植物。分布在中国大陆的云南等地，多生于石灰岩山坡，目前尚未由人工引种栽培。